# Zračna luka Munda
Zračna luka Munda (IATA: MUA, ICAO: AGGM) je zračna luka u Salomonskim Otocima, u blizini naselja Munde na otoku New Georgia.